# Michel Algisi
Michel Algisi (* 16. April 1950) ist ein ehemaliger französischer Judoka, der drei Bronzemedaillen bei Europameisterschaften erkämpfte.
1968 gewann Michel Algisi in der Gewichtsklasse bis 65 Kilogramm eine Bronzemedaille bei den Kadetteneuropameisterschaften. Von 1972 bis 1976 kämpfte er im Leichtgewicht bis 63 Kilogramm. 1972 und 1973 war er jeweils Dritter der Französischen Meisterschaften. Bei den Europameisterschaften 1973 in Madrid unterlag er im Halbfinale Sergei Melnitschenko aus der Sowjetunion, nach einem Sieg über den Ungarn Ferenc Szabó erhielt Algisi die Bronzemedaille. Bei den Weltmeisterschaften 1973 in Lausanne bezwang er im Viertelfinale Karl-Heinz Werner aus der DDR. Nach seiner Halbfinalniederlage gegen den Japaner Takao Kawaguchi unterlag Algisi im Kampf um Bronze Schengeli Pizchelauri aus der Sowjetunion. 1974 belegte Algisi einen dritten Platz beim Tournoi de Paris. Bei den Europameisterschaften 1974 in London erhielt Algisi wie im Vorjahr eine Bronzemedaille. Drei Wochen nach den Europameisterschaften gewann er seinen ersten französischen Meistertitel. 1975 schied Algisi in seinem Auftaktkampf bei den Weltmeisterschaften in Wien gegen Schengeli Pizchelauri aus. 1976 belegte er wie 1974 den dritten Platz beim Tournoi de Paris und gewann kurz darauf seinen zweiten Meistertitel. Bei den Europameisterschaften in Kiew gewann er seine dritte Bronzemedaille.